# Shelley Hirsch
Shelley Hirsch (Brooklyn, 9 juni 1952) is een Amerikaanse zangeres en componiste.

## Biografie
Na het afbreken van haar studie verhuisde ze vervolgens naar San Francisco, waar ze ervaringen opdeed met het experimenteel theater, nieuwe zangtechnieken ontwikkelde en nummers voor stem componeerde. Met een DAAD-beurs kwam ze naar Berlijn. In 1983 had de kennismaking met Sven-Åke Johansson in Berlijn geleid tot de kennismaking met improvisatiemuziek, die Hirsch door ondervinding met Jon Rose en, terug in New York, met Christian Marclay kon uitdiepen. Sinds midden jaren 1980 werkte ze met het circuit rondom John Zorn samen, in het bijzonder met David Weinstein, Elliott Sharp, Anthony Coleman en Marc Ribot, maar ook met DJ Olive, Mark Dresser, Greetje Bijma, Chantal Dumas, David Moss, Min Xiao Fen, Jerry Hunt, Toshio Kajiwara, Jin Hi Kim, Ikue Mori, Marina Rosenfeld en Ned Rothenberg.
In 1988 werd haar lp Singing uitgebracht, een jaar later de cd Haiku Lingo met Weinstein. In de September Band nam ze op met Rüdiger Carl, Hans Reichel en Paul Lovens, in de band X-Communication met Butch Morris, Martin Schütz en Hans Koch. Haar O Little Town of East New York is uitgebracht bij Zorns label Tzadik Records in de serie Radical Jewish Culture. Hirsch interpreteerde echter ook composities als Stripsody van Cathy Berberian en Philharmonie van Alvin Curran.
Op het gebied van de beeldende kunsten heeft Hirsch samengewerkt met Barbara Bloom en Jim Hodges. Verder kwam het tot samenwerkingen met de choreografe Noemie LaFrance en de filmmaaksters Nina Danino (Tenemos-soundtrack met Sainkho Namtchylak, 2001), Zoe Beloff, Abigail Child en Lee Sachs.
Met de radioversie van O Little Town of East New York won Hirsch de Prix Futura. Ze geeft internationaal workshops en leid masterclasses. Ze was voor langere werkverblijven in Berlijn en Amsterdam.
- Bibliothèque nationale de France: cb141872374 (data)
- Gemeinsame Normdatei: 134666402
- International Standard Name Identifier: 0000 0000 5517 7250
- Library of Congress Control Number: nr91007037
- MusicBrainz: ad975e31-463c-4d40-8761-5f25dd07178e
- Nationale Bibliotheek van Israël: 987007337134505171
- Système universitaire de documentation: 228228735
- Virtual International Authority File: 43054056
- WorldCat: E39PCjBFfttyBg6K4hM7rjvHvd